# مگس جغدی نیوزیلند
مگس جغدی نیوزیلند (نام علمی: Mystacinobia zelandica) نام یک گونه از راسته مگس است.
این گونه در بالاخانواده پاشنه‌مگس‌واران قرار می‌گیرد.